# 辜顕栄
辜 顕栄（こ けんえい、1866年（同治5年） - 1937年（昭和12年）。中国語：辜 顯榮、ピン音Gū Xǐan róng）は、日本統治時代の台湾における実業家、政治家。字は耀星。台湾彰化県鹿港出身。日本の台湾統治に積極的に与した台湾島人有力者、いわゆる「御用紳士」と評されることが多い。贈従五位。

## 出自
辜顕栄が歴史上に登場する1895年以前の足取りについては、文献ごとに大きく記述、評価が異なる。戦前に刊行された辜顕栄翁伝記編纂会『辜顕栄翁伝』（原書は1939年刊行）では、辜は8歳から20歳までの間、清朝の進士であった黄玉書に学び、その後独立商となり上海や福建、香港を往来し、日清戦争時には清朝の南洋大臣張之洞と石炭売買の契約をしたとされる。
一方で静思『辜顕栄伝奇』（前衛出版社、1999年）では辜顕栄の前半生について、『辜顕栄翁伝』とは全く違った書き方をされている。

## 日本軍への協力
1895年、日清戦争の清国敗戦により台湾が日本に割譲されることが伝わると台湾の世論は沸騰し、日本への割譲を防ぐべく「台湾民主国」が設立された。しかし台湾民主国は国家機構も軍事力も未整備であり、6月に基隆に日本軍が上陸すると台湾側はこれを阻止できずに敗退。台北城にも敗戦の報が伝わり、さらには基隆の敗残兵が台北に流入して狼藉を働くなど、台北は混乱を極めた。この危機に際し、台北の有力商人層は日本軍を頼って秩序を回復することを商議した。日本軍への使者として辜顕栄が名乗りを上げたことが、彼の栄達の始まりとなる。
辜は当初、日本軍からスパイではないかと疑われたものの、結局日本軍を台北まで案内し、無血入城させた。その後7月に日本の近衛師団が台湾を南下する際には辜も同行し、軍の道案内や抗日勢力の誘降を担当し、時には自ら現地の壮丁を「義勇軍」として組織して日本軍を支援した。12月には日本に招待されて、東京にて内閣閣僚から歓待された上、勲六等を叙勲された。一方で日本の領台初期には日本側から抗日勢力との関係を疑われており、逮捕もされている。だが程なくして疑惑は晴れ、釈放された。

## 御用紳士

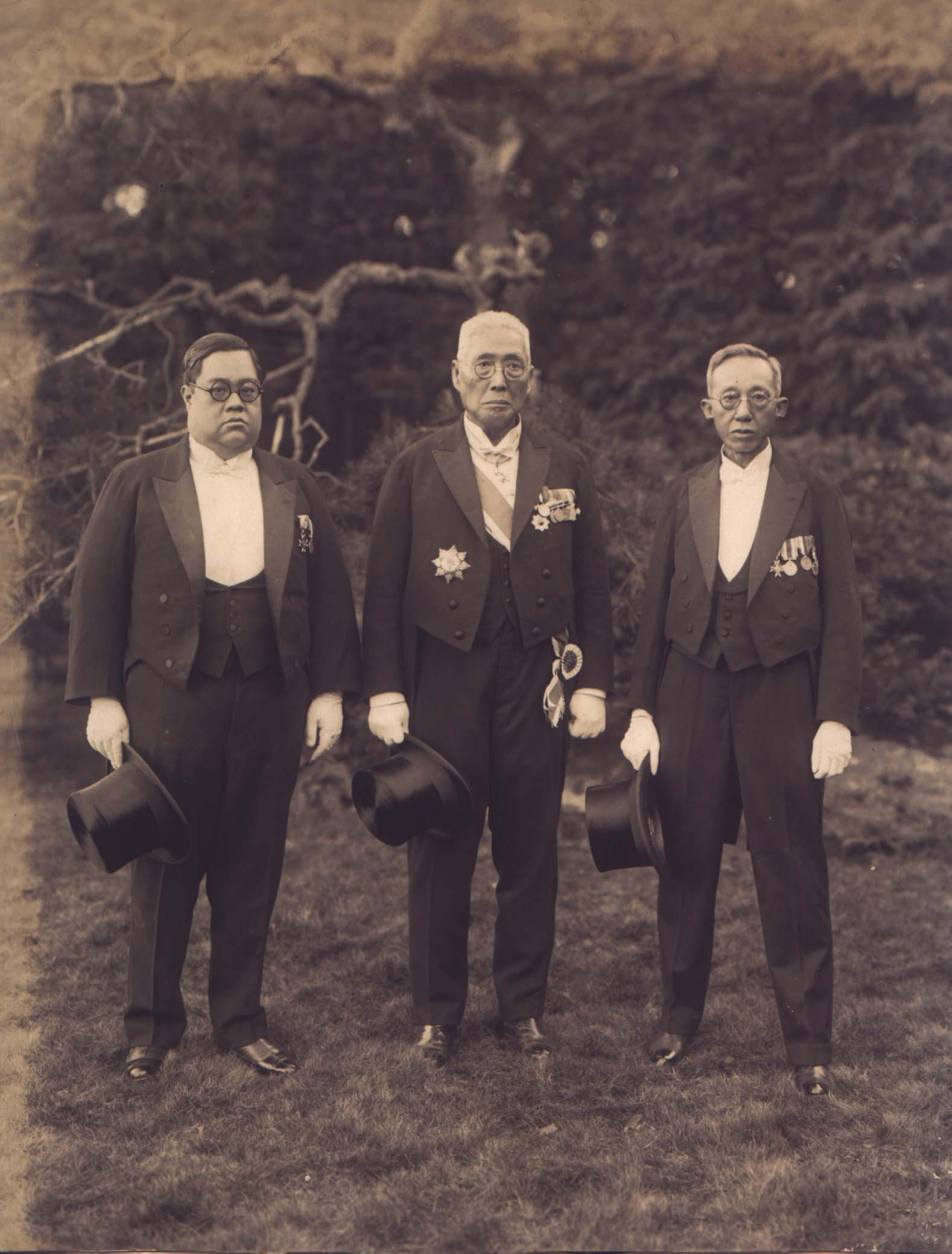
左から林熊徴、辜顕栄、藍高川（1926年）

1896年1月、辜顕栄は台北保良局長に任じられ、台北の秩序維持にあたった。保良局自体はほどなくして廃止されるが、1909年に台中庁参事、1920年に台中州協議会員、1921年に台湾総督府評議会員に任じられた。また1896年に樟脳の製造と販売の許可を日本当局から受け、後には塩田開設やアヘン、タバコ販売の特権も台湾総督府から認められて、新興の台湾土着資本家として台湾五大資産家に名を連ねた。1900年以降には開墾事業にも進出し、台中の二林や鹿港、屏東で広大な土地を得ることとなる。
1920年代に、台湾島人による台湾議会設置請願運動が盛んになると、辜顕栄は台湾公益会を設立し、植民地自治を求めて台湾議会設立運動を推進する台湾文化協会に対抗した。この際、当時の台湾総督府警務局長から、公益会の設立と引き換えに辜の債務を軽減する働きかけをすると持ちかけられた、とも伝わる。
こうした辜顕栄の姿勢は日本植民地当局に与することで財を為し、台湾の植民地自治運動とは反する立場を取るものであったことから、植民地統治協力者としていわゆる「御用紳士」の代表とも評されている。但し、台湾島人知識人による雑誌『台湾青年』（日本統治に批判的な雑誌新聞『台湾民報』の前身）が発行された際には、辜も資金援助を行っている。
日本から1906年に勲五等、1915年に勲四等、1923年に勲三等に叙勲された辜顕栄は、1934年7月に遂に貴族院議員に勅選された。辜顕栄が日本の領台直後から一貫して日本統治に貢献したことが理由とされる。当時では台湾島人として最初かつ唯一の貴族院勅選議員であった。（更に言えば、当時の台湾では衆議院議員選挙は行われていなかった。）1937年12月に東京の別邸にて死去。死後に従五位が贈られた。
後藤新平とは親しくしており、新平の死後、デスマスクの１つを譲り受け、台北にある臨済護国禅寺に献納した。

## 家族
顕栄の子である辜振甫（実業家・海峡交流基金会理事長を歴任）と辜寛敏は、実業家として成功するとともに、総統府資政など公的役職を歴任した。辜振甫は台中に農地6000甲、塩田350甲などの膨大な遺産を相続した。寛敏の子にあたるリチャード・クーは、野村総合研究所研究創発センター主席研究員・チーフエコノミストを務めている。

## 経歴
- 1884年：上海、南京に於いて製糖業を経営する。
- 1888年：施九緞の乱平定に功績があり、五品軍功を獲得する。
- 1892年：上海、寧波に渡り基隆向けの石炭の販売を開始。日清戦争では南洋大臣張之洞との石炭供給契約を締結。
- 1895年：士紳の要請を受け、日本軍の台北入城を要請する。
- 1896年：台北保良局長に任命される。
- 1898年：台北土匪との関連が疑われ2ヶ月間拘禁される。
- 1900年：全台官売塩商組合長に就任。
- 1905年：日露戦争に所有船12隻を参加、海上警備に従事。
- 1909年：台中庁参事に選出、アヘン販売の特権を受ける。
- 1914年：台中煙草専員人に就任。林献堂等と台中中学（現在の台中一中）を創設。
- 1915年：大正天皇の即位礼に台湾人代表として参列。
- 1918年：第一次世界大戦後にジャワ砂糖で巨額の利益を得る。
- 1920年：大和製糖を創立。

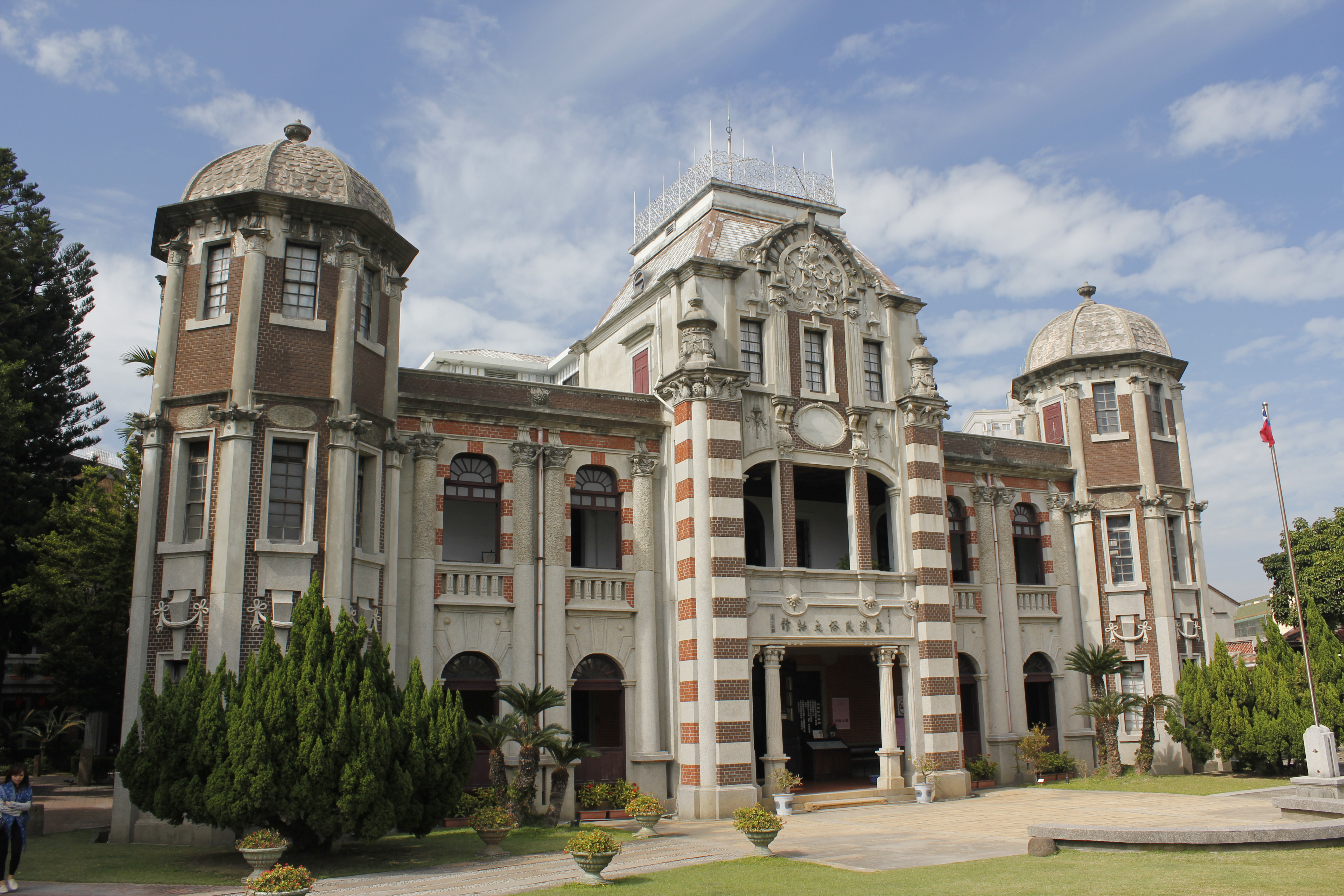
彰化県鹿港鎮の鹿港民俗文物館（旧辜顕栄邸）

- 1921年：昭和製糖（中国語版）を合併、総督府評議員に任命される。
- 1923年：総督府の支援を受け林熊徴（中国語版）等と「公益会」を設立。林献堂等が要求する台湾議会設置請願運動に反対する。
- 1925年：台北孔子廟の建設のために土地を供与する。
- 1928年：昭和天皇の即位礼に参列。金杯一個を賜わる。
- 1934年：貴族院勅選議員に任命される（1934年7月3日[23] - 1937年12月9日[24]、同和会所属[25]）。
- 1935年：中国で蔣介石と面会。日華親善を提唱。
- 1937年：東京で病没。

## 栄典
- 1915年（大正4年）11月10日  - 勲四等瑞宝章[26]
- 1923年（大正12年）4月16日 - 勲三等瑞宝章[27][28]

## 伝記
- 辜顕栄翁伝記編纂会編『辜顕栄翁伝』辜顕栄翁伝記編纂会、1939年｡
- 静思『辜顕栄翁伝奇』前衛出版社、1999年。